# أرجوحة من عظام
أرجوحة من عظام هي رواية للكاتب الروائي وليد الشرفا، صدرت عن دار الأهلية للنشر والتوزيع في الأردن سنة 2022، وعن دار الأمان المغرب في نفس العام . هذه الرواية هي الأخيرة من رباعية بدأت برواية "القادم من القيامة" عام 2008، والتي تصور الإنكسار الذي أصاب الثورة الفلسطينية. أما وارث الشواهد وهي الرواية الثانية عام 2017، والتي فازت بالقائمة القصيرة لجائزة البوكر، وهي رواية النكبة برؤية جديدة في أسلوبها وحبكتها، إذ ترصد تحول الأسطورة إلى عرق، وكانت "ليتني كنت أعمى" الرواية الثالثة عام 2019 التي أرخت لتعمق الخيبة بين الثورة والانتفاضة الثانية في جنين ونابلس أثناء الإجتياح الإسرائيلي عام 2002، واعتبرت بشهادة نقدية علامة قاسية للخيبة الفلسطينية في سرديتها ومضمونها ومفارقاتها، لتكمل "أرجوحة من عظام" الرباعية برصد روائي مزيج بين التاريخ والتخيُّل لحصار كنيسة المهد والفظائع التي ارتكبت فيها، في موازاة حكاية أخرى لحالة من أمل الشفاء حيث الحديث عن معجزة القديس في دير مار سابا.

## عن الرواية
تتحدث الرواية عن مزيج بين التخيُّل والواقع الذي حصل خلال حصار كنيسة المهد والذي استمر من 2 ابريل ولغاية 10 مايو 2002، وتم خلاله محاصرة الشباب والرهبان بما يقارب ال 200 شخص داخل الكنيسة من قبل الاحتلال الإسرائيلي للضفة الغربية، وبعد 39 يوما من الحصار والمقاومة واستشهاد العديد من المحتجزين، تم إنهاء الحصار بتسليم المحاصرين أنفسهم. هنا يروي الشرفا حكايات المحاصرين خلال هذه الأيام كيف عاشوا وعانوا داخل الكنيسة مع جثث الذين استشهدوا.

## أسلوب الرواية
يروي الكاتب القصة على لسان يوسف الصحفي الشاهد العيان للظروف القاسية للحصار في كنيسة المهد، فهو يجمع بين السرد الروائي والتوثيقي، حيث يُوظف شهادات واقعية عن معاناة المحتجزين، إلى حانب سرد روائي لقصة حب مستحيلة. يقول عنه وليد أبو بكر: "اختار الكاتب لروايته شكل سيناريو الفيلم - الوثيقة، وأراد أن يقدم ما اختزنت ذاكرته من مشاهد موجعة، فكانت الكاميرا هي الرفيقة الدائمة للسارد يوسف، الذي عمد إلى تصوير لقطاته بالكلمات، وهو ينتقل بشكل يناسب ما ترضى به الضرورة الروائية من مكان إلى آخر، ليجد نفسه وسط الأحداث الدموية التي كانت تشهدها المدن الفلسطينية خلال انتفاضة الأقصى".

## الجوائز
- جائزة فلسطين للآداب عام 2022، والتي أعلن عنها في وزارة الثقافة (فلسطين) بتاريخ 22 ديسمبر 2022.[5]